# Aérodrome de La Tour-du-Pin - Cessieu
 (avril 2025).
L’aérodrome de La Tour-du-Pin - Cessieu (code OACI : LFKP) est un aérodrome du département de l'Isère, situé à Cessieu à proximité de La Tour-du-Pin.

## Situation
L'aérodrome est situé à 4 km à l'Ouest de La Tour-du-Pin.

## Agrément
L'aérodrome de La Tour-du-Pin - Cessieu A été créé en 1924,  puis l'aÉroclub de La Tour du Pin - Bourgion en 1929  , avec une inauguration officielle le 27 juillet 1930. il  fait partie de la liste n°3 (aérodromes à usage restreint) des aérodromes autorisés au 31 janvier 2010 (décret : NOR :DEVA1012766K ). Réservé aux aéronefs qui y sont basés et à ceux qui sont basés sur les aérodromes voisins. Utilisable par les hélicoptères dans des conditions définies par le directeur de la sécurité de l'aviation civile Centre-Est.

## Infrastructures
L’aérodrome possède trois hangars, pour stocker leurs appareils (planeurs, ULM, autogires).

## Rattachements
La Tour-du-Pin - Cessieu est un petit aérodrome ne disposant pas de services de la DGAC. Pour l'information aéronautique, la préparation des vols et le dépôt des plans de vol il est rattaché au BRIA (Bureau Régional d'Information aéronautique) de l'Aéroport de Lyon-Saint-Exupéry. Le suivi des vols sous plan de vol  et le service d'alerte sont assurés par le BTIV (Bureau de télécommunications et d'information de vol) du Centre en route de la navigation aérienne Sud-Est situé à Aix-en-Provence.

## Aéroclubs
- 3AC Gestion - Gestionnaire aerodrome
- Les Ailes Dauphinoises  - Planeur
- UL2V - Les ultras Legers des 2 vallées  - ULM
- AFANI - Association de fanatique de l'aviation du Nord Isere - ULM, Avion
- Cessieu Fox Papa - RSA